# 태국의 텔레비전 드라마
태국의 텔레비전 드라마(태국어: ละครโทรทัศน์ไทย)는 태국에서 제작 된 텔레비전 드라마다. 라콘(Lakorn)이라고도 한다.
드라마는 약 3개월간 진행된다. 일주일에 2 ~ 3편의 에피소드가 방송되며 패턴은 월요일 ~ 화요일, 수요일 ~ 목요일, 금요일 ~ 일요일이다. 채널은 주어진 시간에 3개의 연속극을 동시에 방송한다. (각각 자체 시리즈를 생성함) 채널은 가장 많은 시청자를 유인하여 가장 인기있는 스타와 경쟁한다. 일부 예는 채널 3, 채널 5및 채널 7뿐만 아니라 채널 9도 적는다.
"최고"시리즈는 뉴스 직후 밤에 표시되지만, 더 작은 프로파일(및 더 짧은 실행 시간)을 가진 시리즈는 저녁오후 7시 ~ 오후 8시에 표시된다. 경우에 따라 가장 인기있는 프라임 타임 시리즈는 최초 출시 후 2년이 지난 오후에 재실행될 때 표시된다.
라콘 에피소드는 일반적으로 1시간, 소량 또는 30분이다. 국제 방송의 경우, 방송 시간은 에피소드 당 약 45분이다.

## 같이 보기
- 태국
- 텔레비전 드라마
- 태국의 텔레비전 드라마 목록